# سبيكة ديفاردا

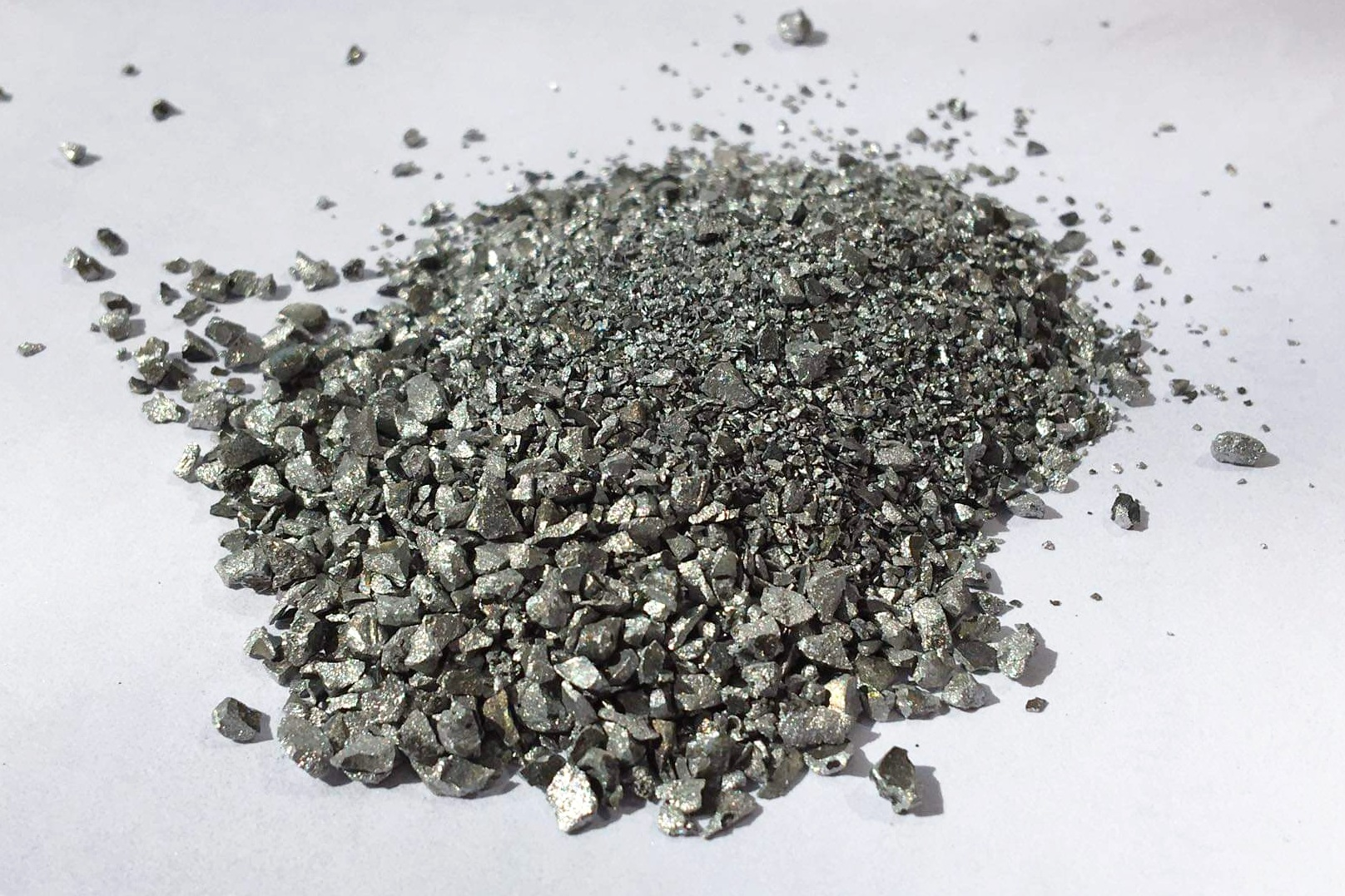
مسحوق سبيكة ديفاردا

سبيكة ديفاردا هي سبيكة تتكون نمطياً من الألومنيوم (44% – 46%) والنحاس (49% – 51%) والزنك (4% – 6%).
تستخدم سبيكة ديفاردا عاملاً مختزلاً واسع الانتشار في المختبرات الكيميائية؛ وسميت على شرف مخترعها الكيميائي الإيطالي أرتورو ديفاردا Arturo Devarda (1859–1944، والذي حضرها أول مرة عند تطويره لطريقة جديدة من أجل تحليل النترات. وكان أسلوب التحليل يعتمد عل مزج محلول النترات مع محلول هيدروكسيد الصوديوم، ثم بإضافة مسحوق سبيكة ديفاردا والتسخين بلطف، فيتحرر غاز الأمونيا، ثم تحدد نسبة النتروجين الكلية باستخدام طريقة كيلدال.